# Leistenkrokodil
Das Leistenkrokodil (Crocodylus porosus), auch Salzwasserkrokodil genannt, ist das größte heute lebende Krokodil, gefolgt vom Nilkrokodil. Es handelt sich dabei um eine Art der Echten Krokodile (Crocodylidae). Wie auch die Spitzkrokodile können Leistenkrokodile sowohl im Salz- als auch im Süßwasser leben. Das Leistenkrokodil ist die am weitesten in den Ozean vordringende Krokodilart, ist aber auch oft in Brackwasser, Flüssen und Sümpfen im Inland zu finden.

## Merkmale
Männliche Leistenkrokodile können eine Länge von 4,6–5,2 m erreichen, die Weibchen bleiben mit 3,1–3,4 m deutlich kleiner. Insbesondere in durch menschlichen Einfluss angeschlagenen Populationen sind solche Maße bereits selten: Im Bentota Ganga (Sri Lanka) beobachtete Gramentz (2008) von 16 Exemplaren nur ein Exemplar von mehr als 2,5 m Länge. Eine andere Studie untersuchte Leistenkrokodile aus Palau – keines von ihnen war größer als 3,3 m. Oft werden für Leistenkrokodile Maximallängen deutlich über diesen Maßen genannt; praktisch sind jedoch fast nie Körperteile solcher Krokodile als Beweise überliefert. Angeblich erlegte ein Jäger in den 1950er Jahren ein Krokodil, das 8,5 m maß. Webb & Manolis (1989) halten diesen Rekord für die verlässlichste Rekordlänge. Ein männliches Exemplar mit 6,17 m dürfte zumindest in jüngerer Zeit verbürgt sein.  4 m lange Leistenkrokodile wiegen im Schnitt 240 kg, extrem große Exemplare können rund 1 t wiegen.
Der Körper ist sehr breit mit einer großen und breit ausgebildeten Schnauze, wodurch man es vom Gangesgavial und dem Australien-Krokodil gut unterscheiden kann. Von den Augen laufen zwei erhöht liegende Grate (Leisten) zur Mitte der Schnauze, die dem Leistenkrokodil seinen deutschen Namen gaben. Die ausgewachsenen Tiere sind grau bis graubraun oder goldbraun, es sind jedoch auch völlig schwarze (Melanismus) und weiße (Albinismus) Exemplare bekannt. Die Jungtiere sind heller und besitzen eine dunkle Zeichnung aus Flecken und Querbändern, die viele Tiere im Laufe des Alterns verlieren. Die Panzerung des Rückens ist sehr gleichmäßig und die Form der Einzelschuppen ist oval. Eine Panzerung direkt hinter dem Kopf fehlt. An Bauch und Schnauze besitzen sie Sinneszellen, mit denen Vibrationen des Wassers wahrgenommen werden können.

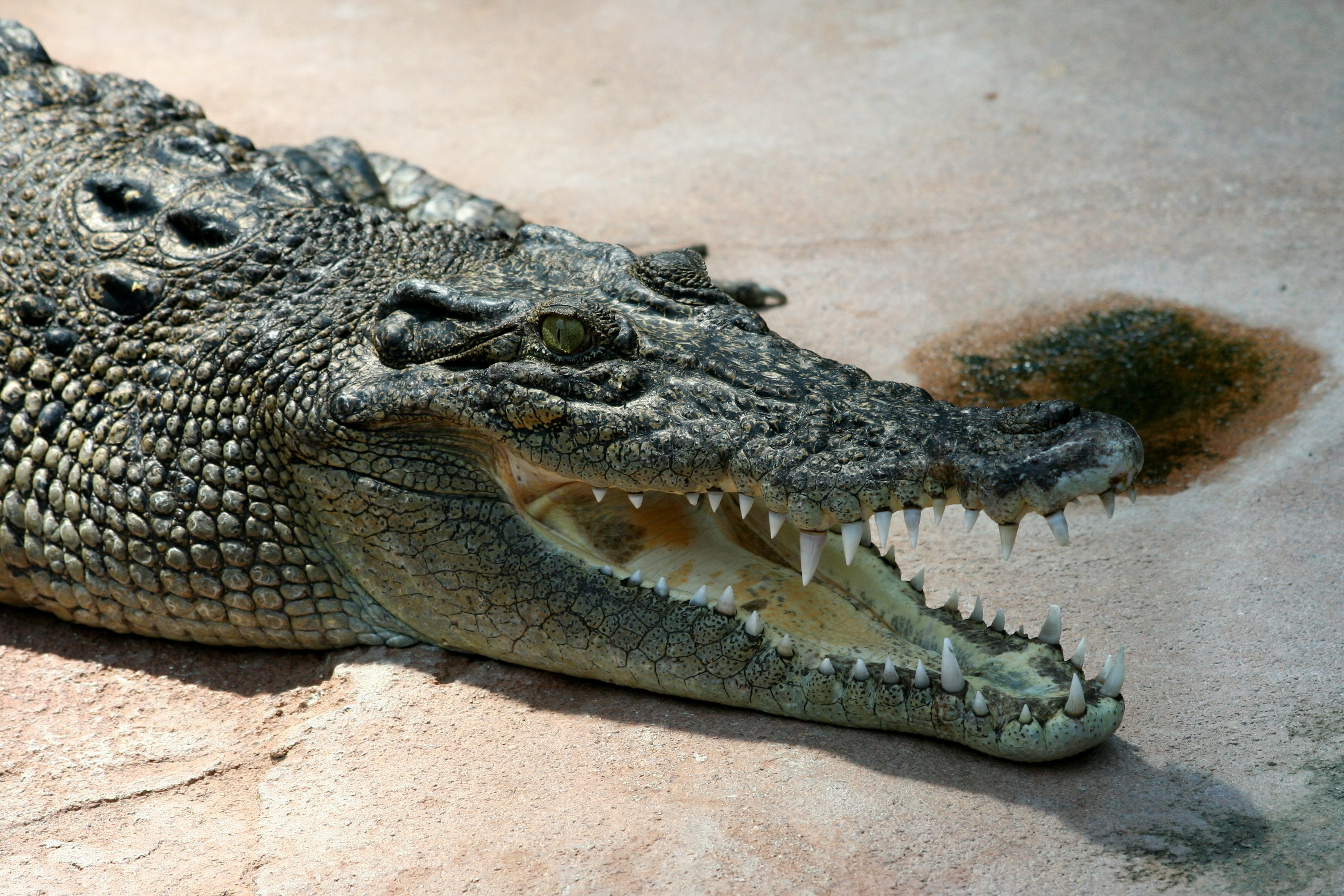
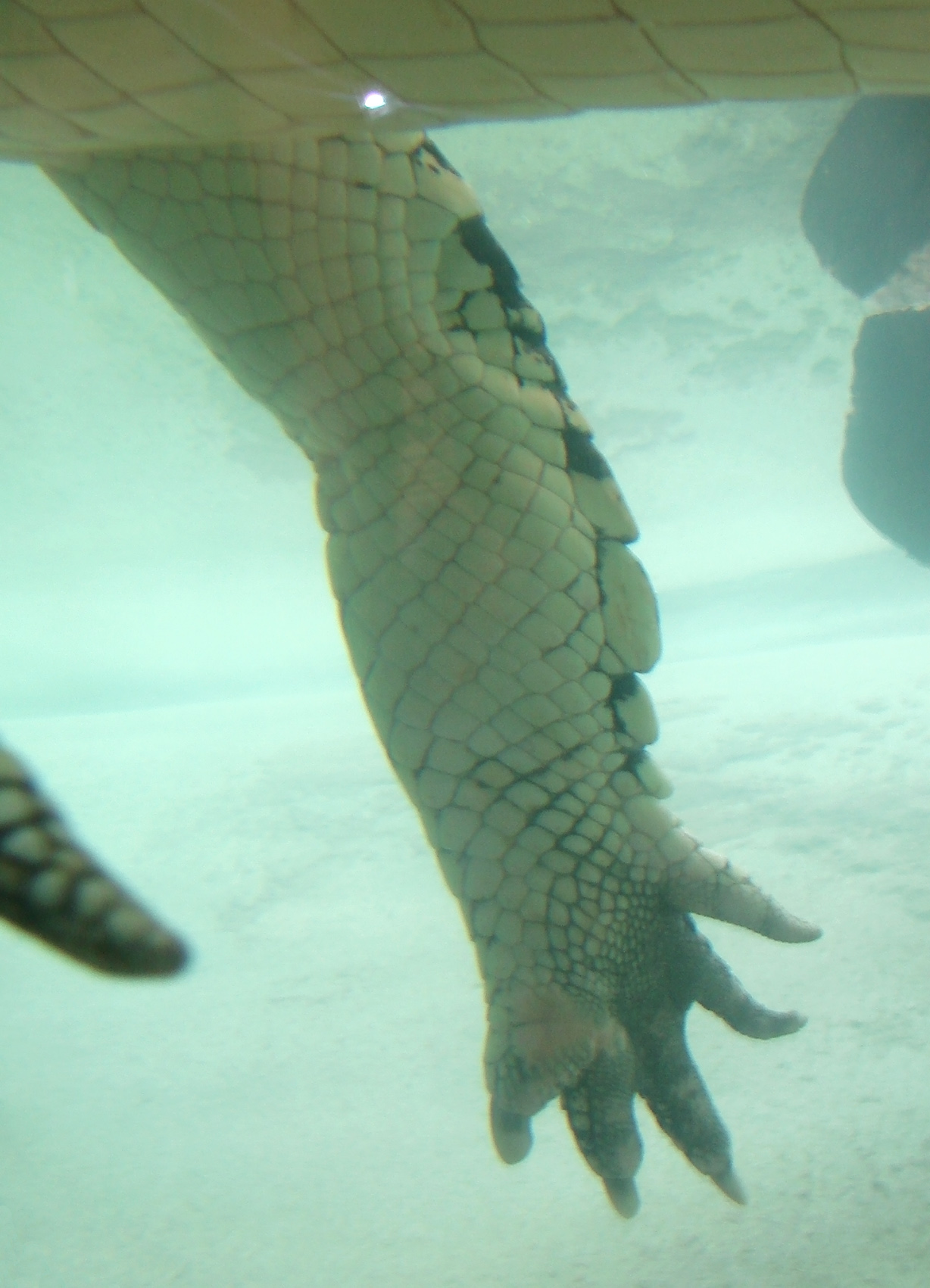
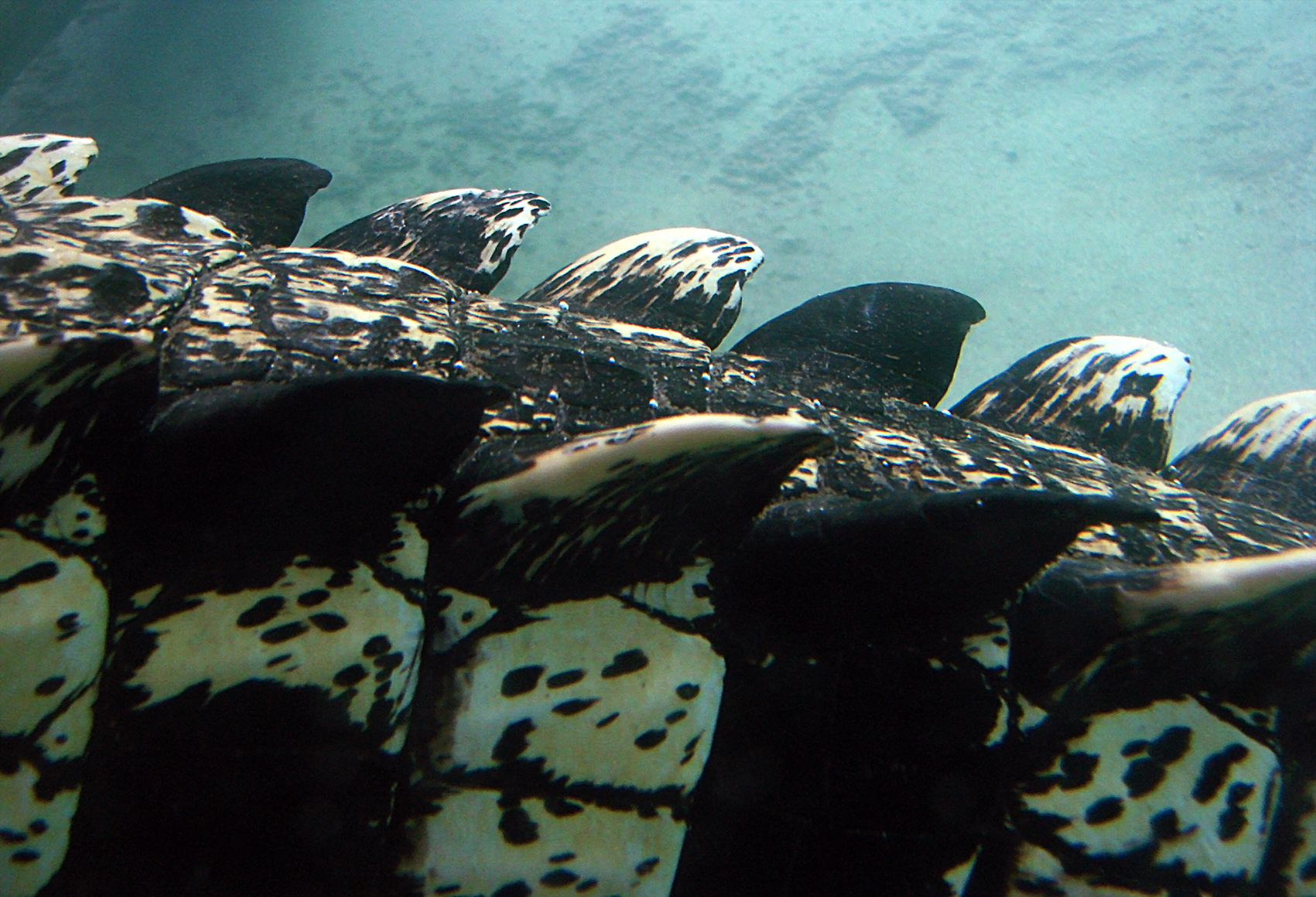
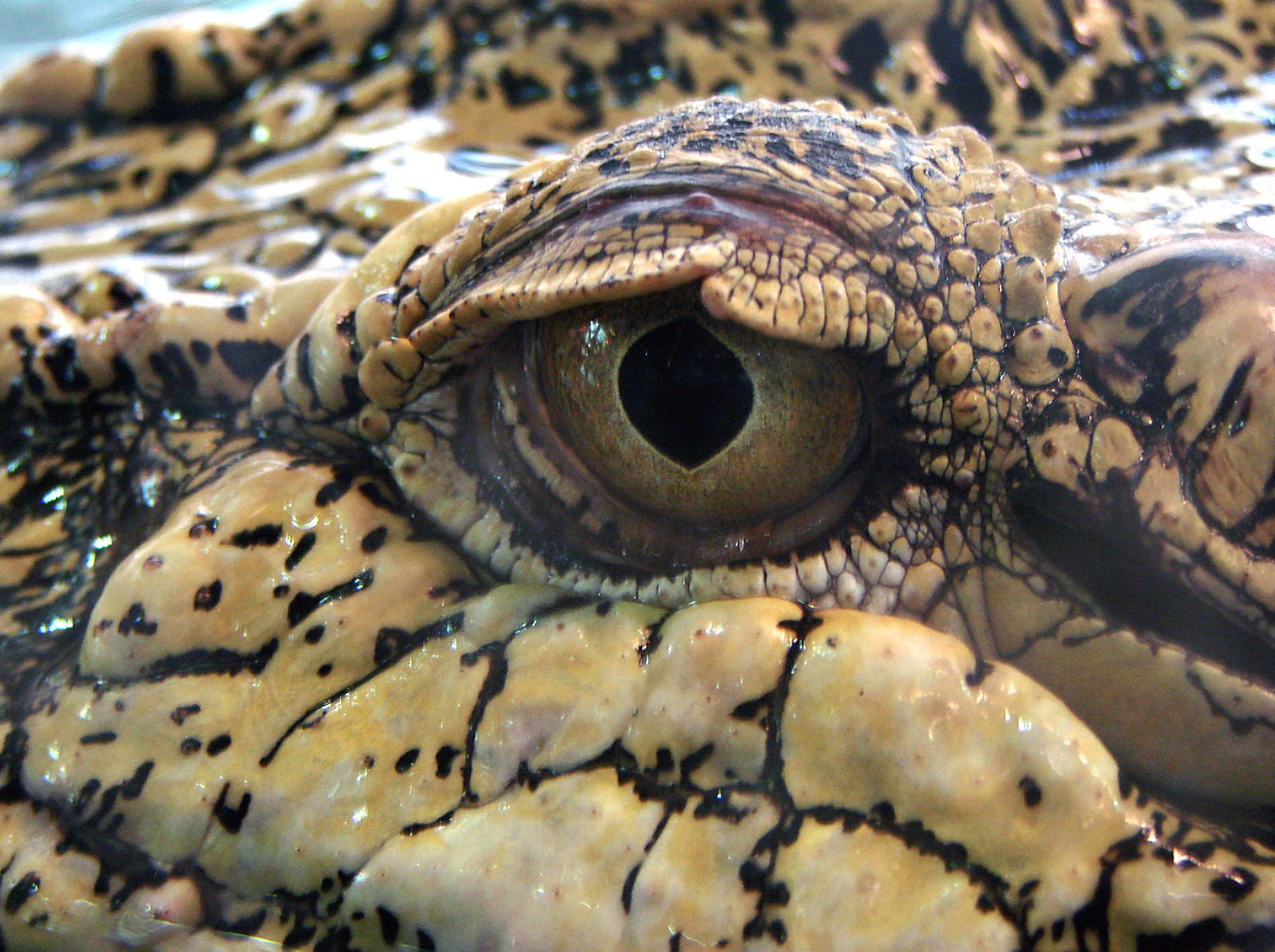
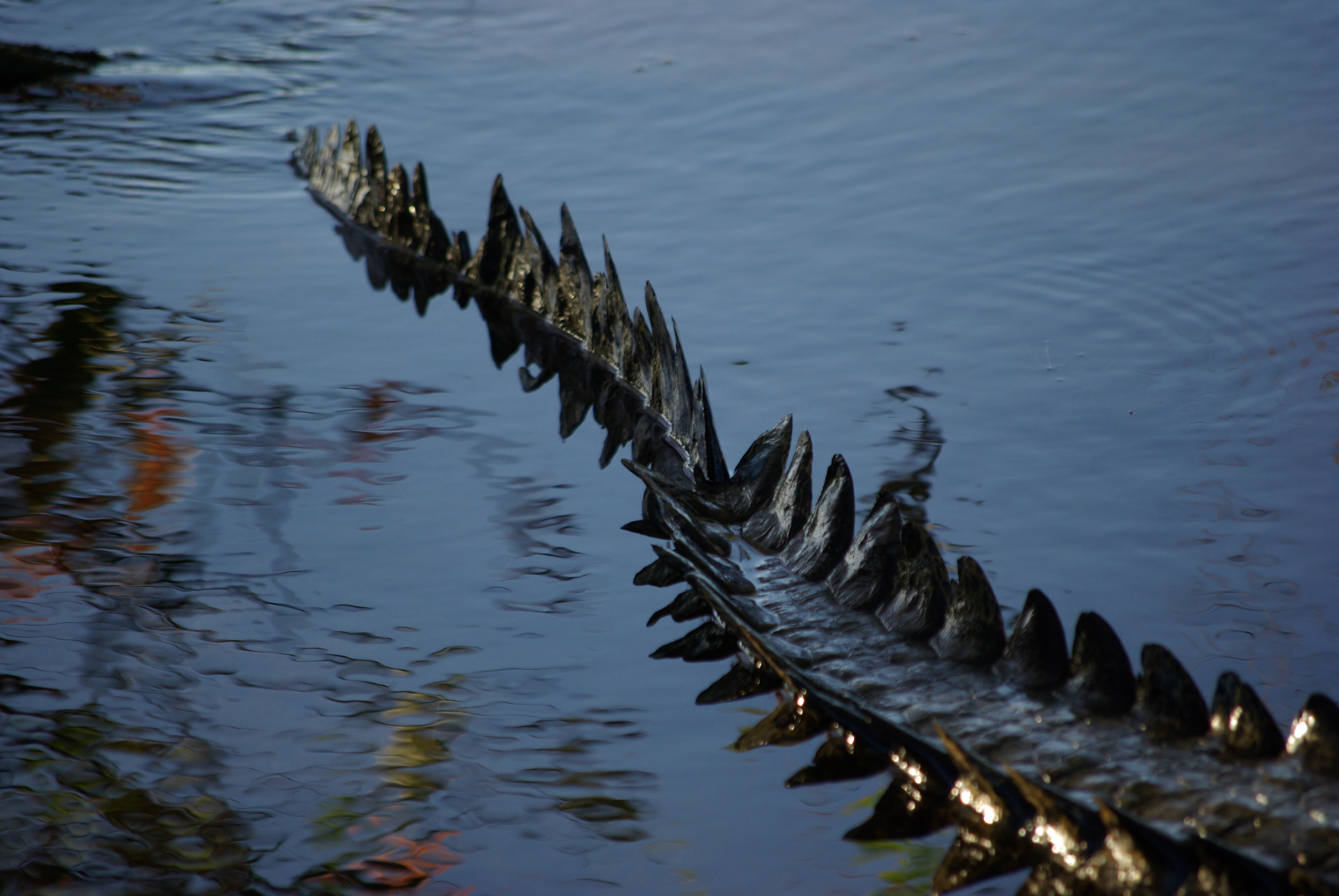

Detailansichten:

## Verbreitung

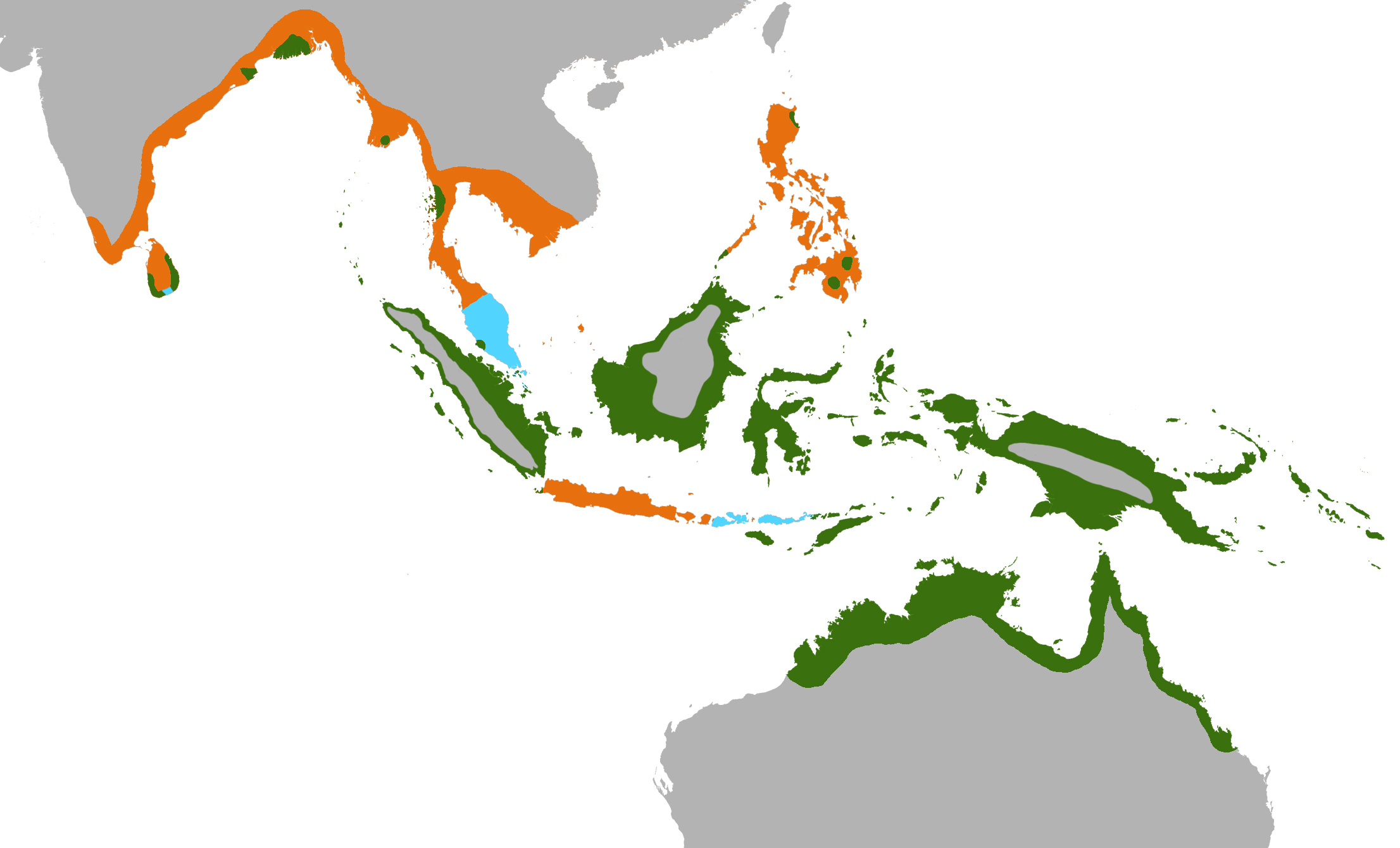
Grün: heutiges Vorkommen; orange: wahrscheinlich ausgestorben; blau: unklar oder selten

Das Verbreitungsgebiet ist sehr groß. Es reicht von Ostindien über Südostasien bis nach Nordaustralien und umfasst die gesamte ozeanische Inselwelt. Der genaue Umfang dieser Verbreitung ist noch nicht abschließend geklärt, selbst auf den Palauinseln, den Kokosinseln, den Neuen Hebriden und auf Fidschi wurden diese Krokodile gesichtet. Bis Anfang des 19. Jahrhunderts kamen Leistenkrokodile auch im westlichen Indischen Ozean auf den Seychellen und auf Aldabra vor. Damit ist es das Krokodil mit dem größten Verbreitungsgebiet überhaupt. Mitverantwortlich dafür ist sicher die „Reichweite“ der Art: es wurden Exemplare 1000 km vom Land entfernt auf hoher See gesehen. Ein Männchen der Spezies legte 1400 km von Palau bis nach Pohnpei in Mikronesien zurück. An manchen Vertretern dieser Art wurden sogar Seepocken gefunden, die ansonsten nur bei pelagischen Meerestieren gefunden werden.
Der eigentliche Lebensraum des Leistenkrokodils sind Flussmündungen und Mangrovensümpfe. Dabei handelt es sich meist um Brackwasserzonen; es dringt jedoch auch weit in Süßwasserflüsse ein und kann auch in großen Seen und Sümpfen im Landesinneren angetroffen werden.

## Lebensweise

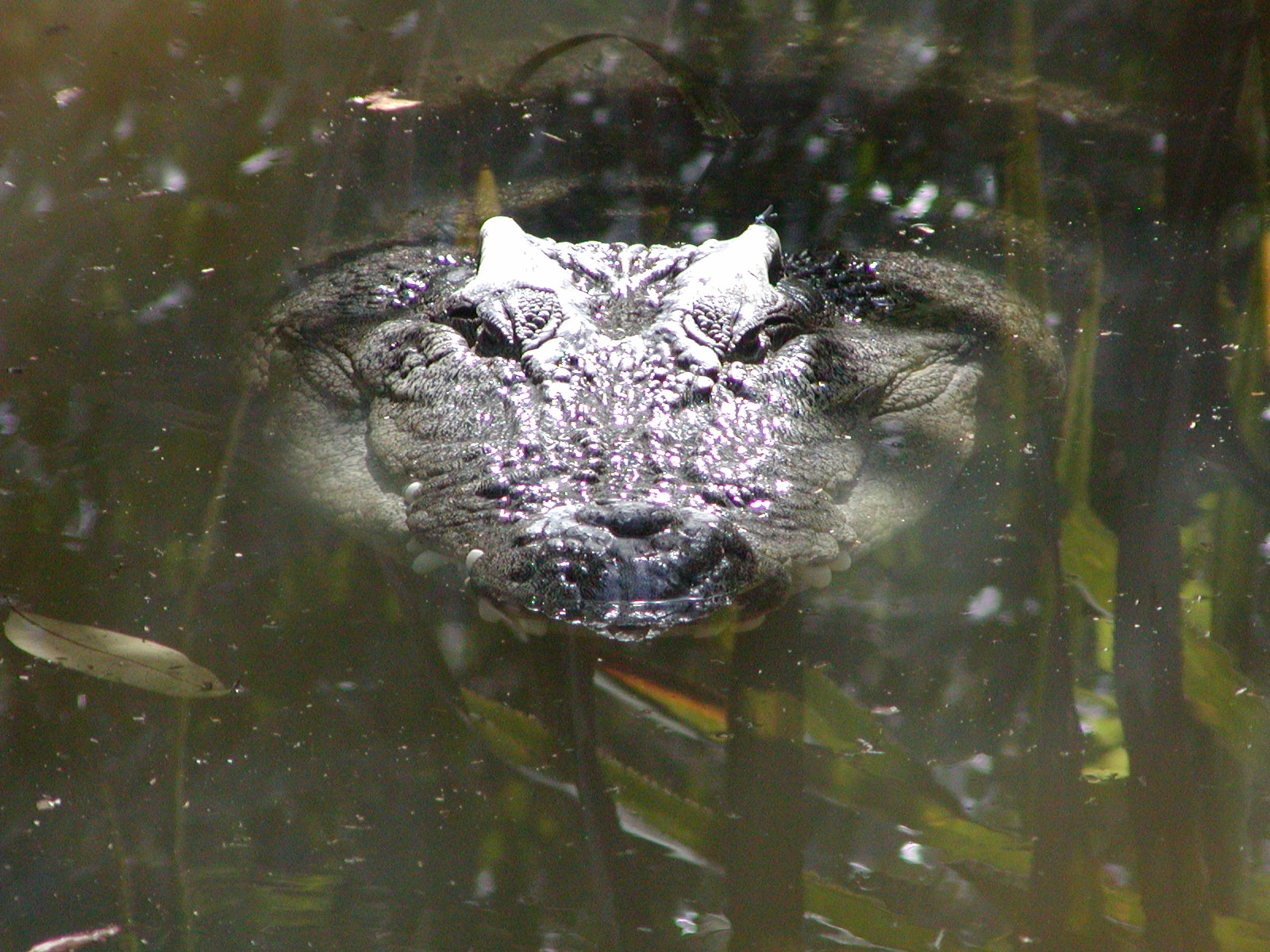
Leistenkrokodil in Hartleys Creek Crocodile Farm nahe Ellis Beach/Cairns, Australien

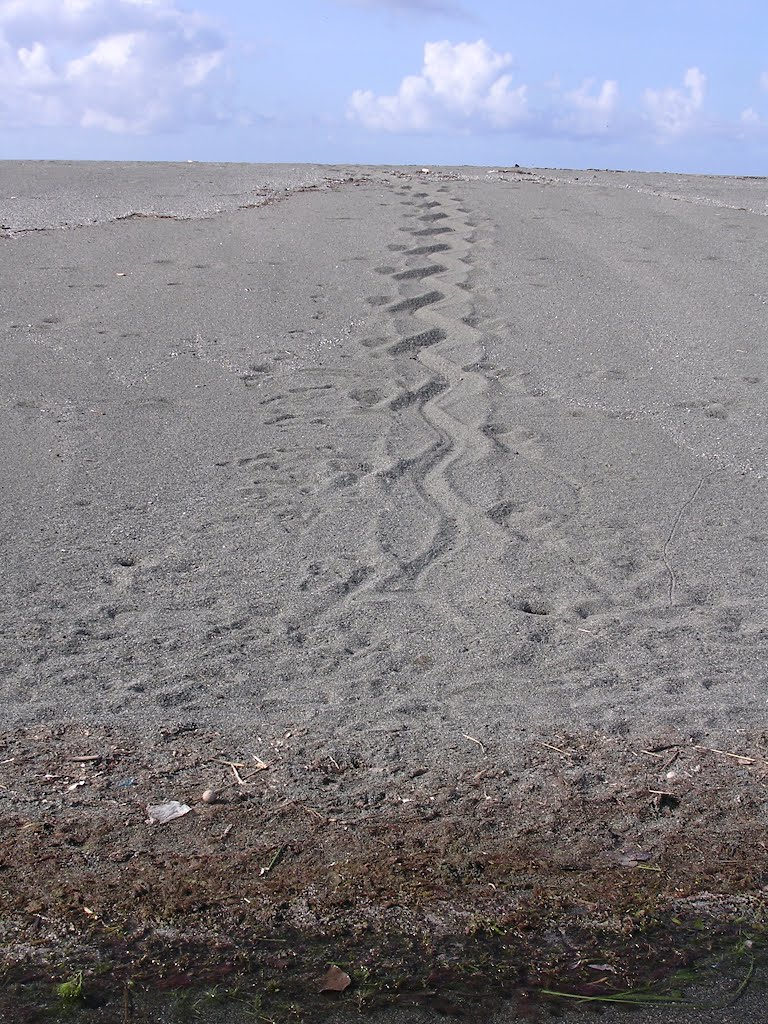
Spuren eines Leistenkrokodils im Sand

### Ernährung
Junge Leistenkrokodile ernähren sich vor allem von Insekten und kleinen Amphibien. Mit zunehmender Körpergröße werden vor allem Fische und Wasserschildkröten, aber auch Säugetiere und Vögel aller Art gefressen. Möglicherweise werden auch noch andere kleinere Krokodile wie das Siam-Krokodil erbeutet. Kannibalismus kommt öfter vor: Bei einer Leistenkrokodilpopulation nahe Darwin wurde beobachtet, wie sich die Population zunächst erholte, als die Jagd auf sie eingestellt wurde. Im zweiten Jahr sank die Population wieder, da die Jungtiere des ersten Jahres anfingen, die neue Generation zu fressen.

### Jagdmethoden
Leistenkrokodile verwenden mehrere Methoden, um ihre Beute zu erlegen:
- Sie schnellen aus dem Wasser, packen ihre Beute und ertränken sie.
- Wenn es ein wehrhafteres Tier ist, packen sie es und drehen sich um ihre eigene Achse, um die Beute von den Beinen zu reißen.
- Wenn es ebenfalls große Beute ist, können sie dem Tier mit Schlägen des Schädels Knochen brechen und es dann leicht ins Wasser ziehen.
- Wenn sie Fische jagen, schwimmen sie längsseits auf das Ufer zu, treiben die Fische so in die Enge und lassen nur zwischen Maul und Ufer eine Lücke. Wenn die Fische dort vorbeischwimmen, schnappen sie zu.
- Wenn Büffel o. ä. einen Fluss durchqueren, packen mehrere Krokodile gleichzeitig zu und ertränken das Opfer.[8]

### Stoffwechsel
Leistenkrokodile können bis zu einem Jahr lang ohne Nahrung leben und sich dabei nur von den Fettreserven in ihrem Schwanz versorgen. Diese Fähigkeit – wie auch ihre Ausdauer beim Durchqueren der Ozeane – verdanken sie ihrem extrem regulierbaren Stoffwechsel. Benötigen Säugetiere bis zu 80 Prozent ihrer Nahrung zur Aufrechterhaltung ihrer Körpertemperatur, kommen Krokodile mit zehn Prozent aus. Das Tier kann mit heruntergefahrenem Stoffwechsel auch einige Monate ohne Wasser überleben; dazu gräbt es sich im Schlamm der letzten verbliebenen Wasserlöcher ein oder zieht sich in kühle Höhlen zurück.
Beim Tauchen machen Leistenkrokodile sich den von steigendem Umgebungsdruck und veränderten Sauerstoff- und Kohlendioxidanteilen im Blut ausgelösten Tauchreflex zunutze. Von Rezeptoren in der Nase, der Oberlippe, im Kiefer und der Zunge empfängt der Parasympathikus Reize, die bewirken, dass die Tiere ihren Puls auf zwei Herzschläge in drei Minuten senken können. Auf diese Weise können sie bis zu einer Stunde tauchen.

### Fortpflanzung
Die Weibchen des Leistenkrokodils werden mit zehn Jahren geschlechtsreif, während Männchen im Alter von etwa 16 Jahren die Geschlechtsreife erreichen. Zu Anfang der Paarungszeit brüllen die Männchen, um Weibchen anzulocken, machen dies aber nicht so oft wie der Mississippi-Alligator, da sie in offener Landschaft leben.
Das Territorialverhalten der Männchen steigt in dieser Zeit. Nach der Paarung verteidigt das Männchen das Revier weiterhin stark. Zur Fortpflanzungszeit in der feuchten Jahreszeit wird ein Hügelnest aus Pflanzenmaterialien gebaut, das eine Höhe von 30 bis 80 Zentimeter und einen Durchmesser von 120 bis 250 Zentimeter haben kann. Ein solches Nest umfasst 60 bis 80 Eier und wird bis zum Schlupf der Jungen bewacht. Durch die verrottenden Pflanzen entsteht Fäulniswärme, die das Ausbrüten der Eier beschleunigt. Häufig wurde eine Brutfürsorge von bis zu drei Monaten beobachtet. Wenn die Jungen geschlüpft sind, wachen die Krokodilweibchen acht Wochen über ihre Brut, deren nahezu 70-prozentige Überlebenschance ebenfalls eine Ausnahme darstellt.
Die maximale Lebenserwartung von Leistenkrokodilen beträgt über 70 Jahre.

### Feinde
Jungtiere haben viele Feinde, zum Beispiel Störche, Greifvögel, große Fische und größere Artgenossen. Wenn Leistenkrokodile ausgewachsen sind, haben sie kaum noch natürliche Feinde. Manchmal werden kleine bis mittelgroße Krokodile von großen Pythons oder Tigern erbeutet. Des Weiteren wird Krokodilfleisch auch von Menschen verzehrt.

## Mensch und Krokodil

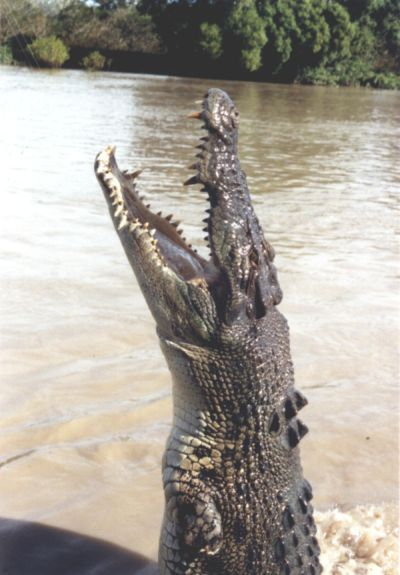
Ein Leistenkrokodil im Sprung

Im nördlichen Australien kommt es etwa zweimal pro Jahr zu einem belegten Krokodilangriff. Zwischen 1971 und 2004 wurden 62 unprovozierte Angriffe registriert, die in 17 Fällen tödlich verliefen. So wurde zum Beispiel 2002 eine deutsche Touristin beim Baden im Kakadu-Nationalpark getötet. Um solche Attacken zu vermeiden, werden Leistenkrokodile von Wildhütern an Badeplätzen eingefangen und fortgebracht. Zudem wird versucht, Badestrände mit Netzen zu schützen. Besonders aggressive Krokodile, die mehrfach angegriffen haben, werden als „rogue crocodiles“ („Schurken-Krokodile“) bezeichnet. Das wohl bekannteste „rogue crocodile“ war Sweetheart, das zwischen 1971 und 1979 15 Fischerboote schwer beschädigte, allerdings die Insassen weitgehend ignorierte und niemanden verletzte.
Im Rahmen des Pazifikkrieges 1941–1945 kam es angeblich zu einem tödlichen Desaster:
Im Februar 1945 landeten englisch/indische Kampftruppen auf der noch von den Japanern besetzten Insel Ramree vor der Westküste Burmas. Ein Kapitulationsangebot lehnte der japanische Kommandant ab und beschloss mit seiner Truppe von ca. 1000 Mann den nächtlichen Ausbruch  aus der Umzingelung quer durch die ausgedehnten Mangrovensümpfe zum offenen Meer. Dieser Entschluss sollte sich als fatal erweisen und endete in einer Katastrophe. In den Mangrovensümpfen lauerten Hunderte von Leistenkrokodilen, die ein Massaker unter den fliehenden Japanern angerichtet haben sollen. Lediglich 20 Japaner, die sich am nächsten Morgen den Engländern ergaben, hatten die Nacht überlebt. Im Guinness-Buch der Rekorde wird das Ereignis als größtes Desaster, das Tiere (hier: Leistenkrokodile) unter Menschen jemals angerichtet haben, geführt. Allerdings wird die Korrektheit dieser Darstellung bestritten und von anderen Autoren als ein moderner Mythos („urban legend“) bezeichnet, da es keinen wirklichen Nachweis für die Historizität des Vorfalls gibt. Insbesondere finden sich keine Hinweise in den britischen Militärberichten und keiner der befragten japanischen und lokalen Zeitzeugen konnte den Vorfall bestätigen.
Der Bestand an Leistenkrokodilen verringerte sich in den 1950er und 1960er Jahren, weil ihre Haut für die Lederproduktion geeignet ist und sie deswegen stark bejagt wurden. Vor 20 Jahren erholte sich der Bestand, da sie ihren Lebensraum weitgehend unberührt wieder aufgefunden haben. Seit Leistenkrokodile durch das Washingtoner Artenschutzabkommen von 1973 geschützt sind, werden sie in Farmen für die Lederproduktion gezüchtet; das Fleisch wird in Australien als Nahrungsmittel verkauft.
Als Touristenattraktion dienen sie unter anderem am Adelaide River nahe Darwin im australischen Northern Territory: Von einem großen Boot aus werden Fleischstücke an einer Angel über das Wasser gehalten: Die Leistenkrokodile (Jumping Crocodiles) springen dann bis zu einigen Metern Höhe aus dem Wasser und schnappen sich die Fleischbrocken (siehe Foto). Weltweit bekannt wurden die Leistenkrokodile durch die Filme der Crocodile-Dundee-Serie.

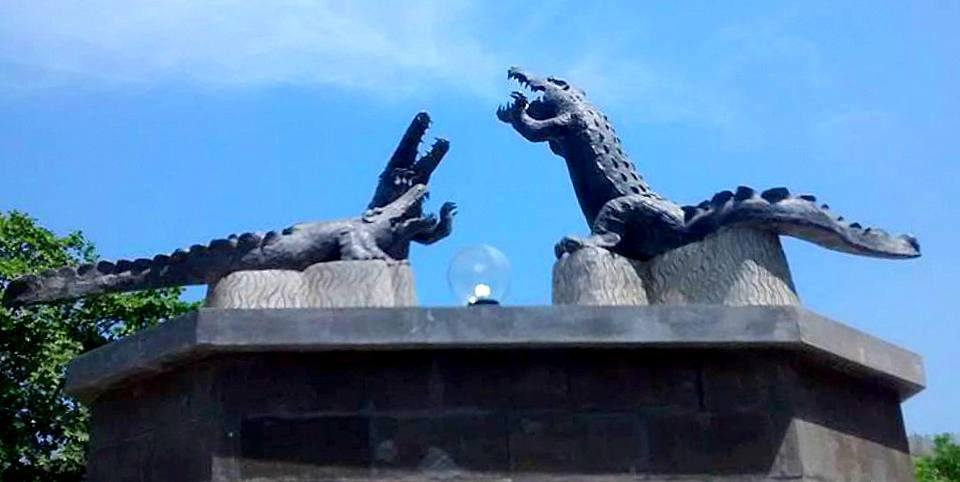
Krokodilskulpturen an der Areia Branca (Osttimor)

In Osttimor wird das Leistenkrokodil als „Großvater Krokodil“ verehrt. Ursprung dafür ist die Legende des guten Krokodils, nach der die Insel Timor aus einem Krokodil entstanden ist. Seitdem die Jagd auf die Krokodile nach Abzug der indonesischen Besatzung eingestellt wurde, haben die Krokodilangriffe rapide zugenommen. CrocBITE, die Datenbank für Krokodilangriffe der Charles Darwin University, registrierte seit 2007 (Stand: Sep. 2016) 15 tödliche und fünf weitere Attacken in Osttimor, einem Land von der Größe Schleswig-Holsteins und mit etwas mehr als einer Million Einwohnern.
Die Datenbank registrierte seit 1995 insgesamt 1024 Angriffe von Leistenkrokodilen auf Menschen, 591 davon tödlich. Etwa die Hälfte aller Krokodilattacken weltweit geht auf das Konto von Leistenkrokodilen. Das an zweiter Stelle stehende Nilkrokodil verursacht nur ein Viertel aller weltweiten Vorfälle, bei denen aber zwei Drittel tödlich für das Opfer endeten.
Das Tier dient als Motiv für eine Anlagemünze aus Silber, das Australian Saltwater Crocodile, die 2014 von der australischen Prägeanstalt Perth Mint ausgegeben wurde, und für ähnliche Sammlermünzen des gleichen Herausgebers.

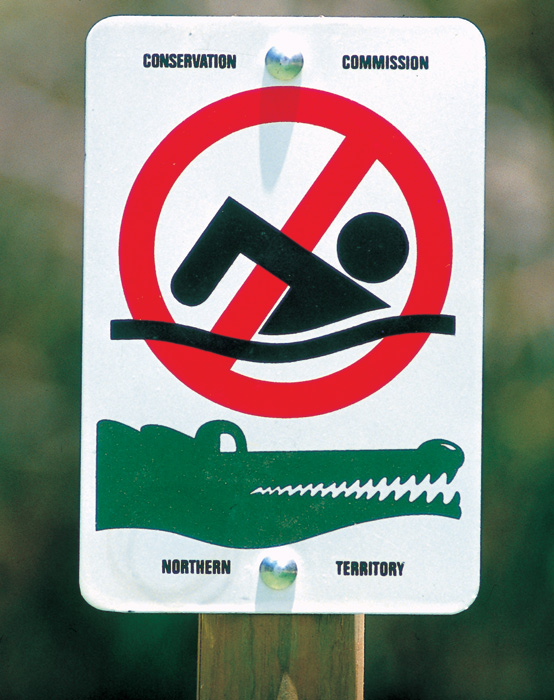
Warnschild im Northern Territory (Australien)
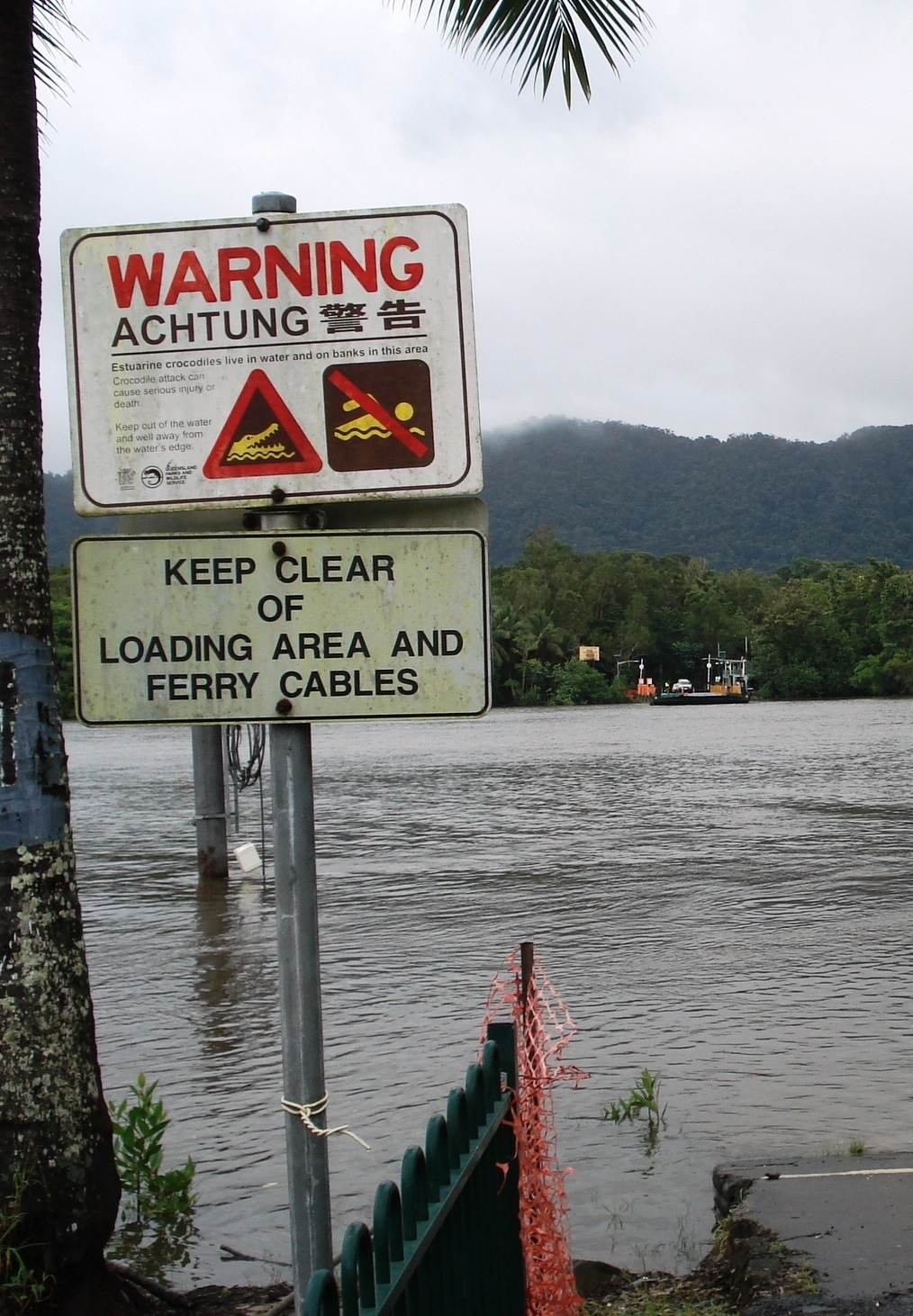
Warnschild an einem Fähranleger in Queensland (Australien)
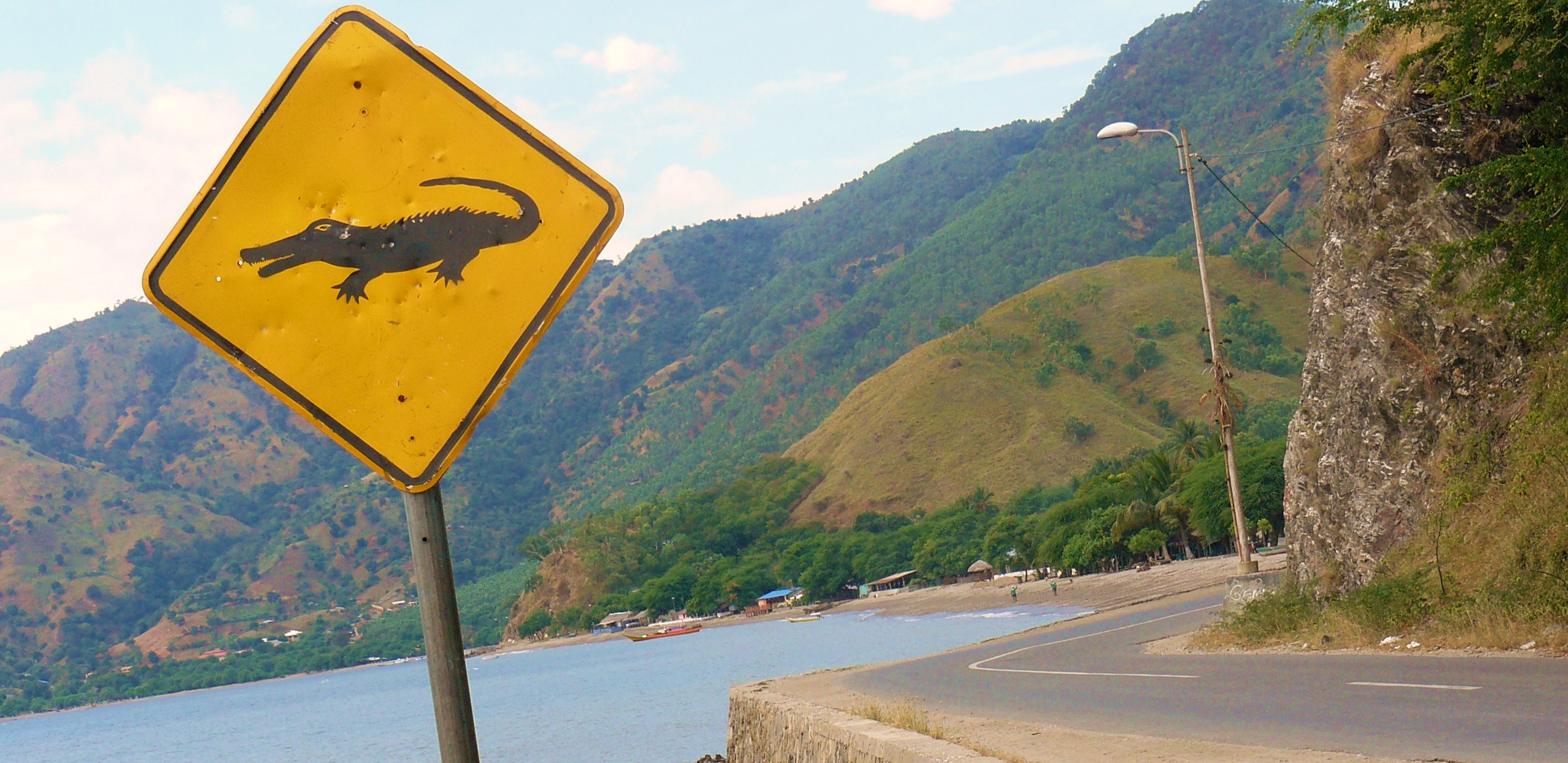
Verkehrsschild in Dili (Osttimor)
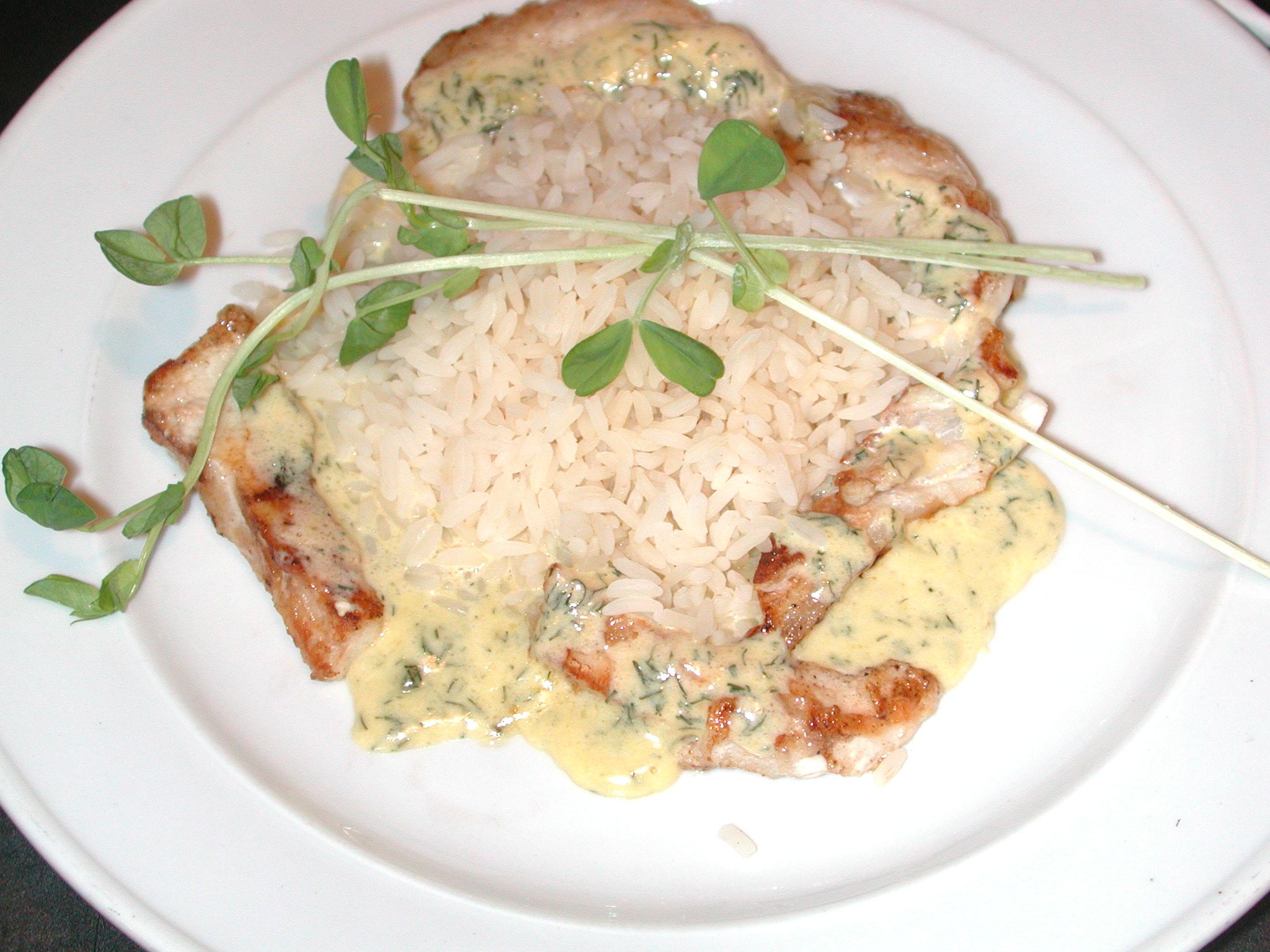
Krokodil als Lebensmittel
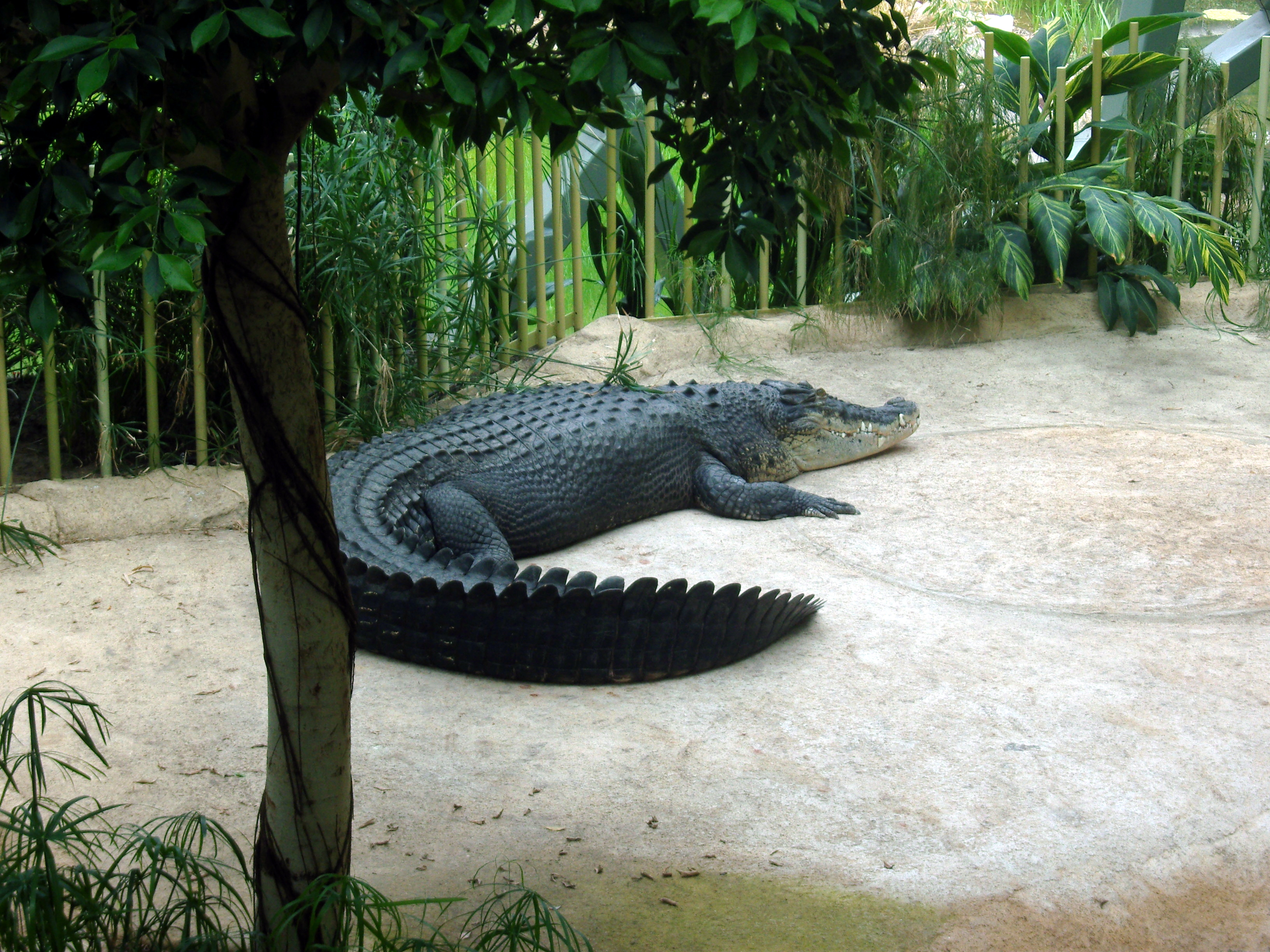
Leistenkrokodil Max (1956–2015) im Zoo Dresden